# Hospital Universitario Virgen del Rocío (Sevilla)
El Hospital Universitario Virgen del Rocío es un complejo hospitalario gestionado por el Servicio Andaluz de Salud, ubicado en la ciudad española de Sevilla, concretamente en el barrio de Bami. 
Es uno de los hospitales regionales de Andalucía, es decir, uno de los de mayor rango dentro del Sistema Sanitario Público Andaluz. Con más de 8000 profesionales, 54 quirófanos, 1291 camas instaladas y más de 450 espacios para consultas clínicas, es el mayor complejo sanitario de Andalucía, considerado, además, uno de los mejores de España.
El complejo comprende los siguientes centros hospitalarios: 
- Hospital General
- Hospital de Rehabilitación y Traumatología
- Hospital Materno-Infantil
- Hospital Duques del Infantado

La Universidad de Sevilla es la institución académica afiliada al complejo hospitalario. 
Su denominación rinde homenaje a la Virgen del Rocío, advocación mariana que da nombre a la romería homónima, una de las más importantes y concurridas de Andalucía y España.

## Historia
La construcción, en los años 50, del Hospital Universitario Virgen del Rocío, que entonces llevaba por nombre Residencia Sanitaria García Morato, en el ámbito del Seguro Obligatorio de Enfermedad, dio un impulso en el ámbito hospitalario desconocido hasta entonces en la ciudad.
Cuando en 1955 la Residencia Sanitaria García Morato abrió sus puertas sólo contaba con un edificio principal, lo que es hoy el Hospital General, y era un centro quirúrgico.
A finales de la década de los 60 empieza a estructurarse la asistencia: nacieron los departamentos, se inauguró el edificio de Rehabilitación y Traumatología, el Maternal y la Clínica Infantil, hoy llamados Hospital de la Mujer y Hospital Infantil. Ya en los 70 es cuando aparece el nombre de Virgen del Rocío.
Desde estos primeros años hasta la actualidad, el Hospital Virgen del Rocío ha integrado el Centro Regional de Transfusiones Sanguíneas, al igual que en lo que en su día se llamó la Escuela Femenina de Enfermería, el Centro de Diagnóstico y Tratamiento y el Pabellón de Anatomía Patológica. En los años 80 se realizaron las transferencias sanitarias a la Junta de Andalucía y se firmó el acuerdo con la Universidad por el que se incorpora la Docencia Pregrado, llamándose, desde ese momento, Hospital Universitario Virgen del Rocío.
Un total de 62 años de Historia contemplan ya al que es el buque insignia de la sanidad andaluza, el mayor complejo hospitalario del Sistema Sanitario Público de Andalucía, siendo la docencia, la investigación y la asistencia su caballo de batalla diaria, referente en diversidad de especialidades y en su coordinación regional de trasplantes, ofreciendo una calidad a la ciudadanía que responde a sus expectativas y logros.

## Área de influencia
Dentro del Sistema Sanitario Público de Andalucía, está catalogado como hospital regional o, lo que es lo mismo, centro de tercer nivel, y como tal ofrece todas las especialidades médicas del Sistema Nacional de Salud.
Su área de influencia es Andalucía Occidental, Sevilla y Huelva, y acoge a una población básica de 554 924 habitantes. Más de 8000 profesionales integran la plantilla actual. Su presupuesto anual supera los 516 831 000 euros. Su actividad asistencial por año se resume en cerca de 50 000 ingresos, 300 000 urgencias, 47 000 intervenciones quirúrgicas, 1 160 000 consultas externas, 6000 partos y 280 trasplantes, entre otros datos de interés.

## Centros asociados
Hospital Universitario Virgen del Rocío
| Centro                                                    | Dirección                                                               |
| Campus principal                                          | Avda. Manuel Siurot, s/n. 41013 Sevilla                                 |
| Hospital General                                          | Avda. Manuel Siurot, s/n. 41013 Sevilla                                 |
| Hospital de Rehabilitación y Traumatología                | Avda. Manuel Siurot, s/n. 41013 Sevilla                                 |
| Hospital de la Mujer                                      | Avda. Manuel Siurot, s/n. 41013 Sevilla                                 |
| Hospital Infantil                                         | Avda. Manuel Siurot, s/n. 41013 Sevilla                                 |
| Centro de Diagnóstico y Tratamiento                       | Avda. Manuel Siurot, s/n. 41013 Sevilla                                 |
| Edificio de Laboratorio                                   | Avda. Manuel Siurot, s/n. 41013 Sevilla                                 |
| Anatomía Patológica                                       | Avda. Manuel Siurot, s/n. 41013 Sevilla                                 |
| Centro de Documentación Clínica                           | Avda. Manuel Siurot, s/n. 41013 Sevilla                                 |
| Edificio de Gobierno                                      | Avda. Manuel Siurot, s/n. 41013 Sevilla                                 |
| Edificio de Gestión de Recursos                           | Avda. Manuel Siurot, s/n. 41013 Sevilla                                 |
| Instituto de Biomedicina de Sevilla                       | Avda. Manuel Siurot, s/n. 41013 Sevilla                                 |
| Cocina                                                    | Avda. Manuel Siurot, s/n. 41013 Sevilla                                 |
| Lavandería                                                | Avda. Manuel Siurot, s/n. 41013 Sevilla                                 |
| Hospital Duques del Infantado                             | C/ Sor Gregoria de Santa Teresa, s/n. 41012 Sevilla                     |
| C. E. Dr. Fleming                                         | C/ Juan de Padilla, n.º 8. 41005 Sevilla                                |
| C. E. Virgen de los Reyes                                 | C/ Marqués de Paradas, n.º 35. 41001 Sevilla                            |
| Centros de Salud Mental:                                  | Avda. Manuel Siurot, s/n. 41013 Sevilla                                 |
| Unidad de Hospitalización de Salud Mental V. del Rocío    | Avda. Manuel Siurot, s/n. 41013 Sevilla                                 |
| Hospital de Día Infantojuvenil V. del Rocío               | Avda. Manuel Siurot, s/n. 41013 Sevilla                                 |
| Unidad de Hospitalización Salud Mental H. San Lázaro      | Avda. Dr. Fedriani, n.º 56. 41009 Sevilla                               |
| Hospital de Día Salud Mental                              | Avda. de Jerez, s/n (Antiguo Hospital Vigil de Quiñones). 41013 Sevilla |
| Unidad de Rehabilitación de Salud Mental V. del Rocío     | Avda. Kansas City, n.º 32. 41007 Sevilla                                |
| Comunidad Terapéutica V. del Rocío I Santa Clara          | C/ Conde de Osborne, n.º 3. 41007 Sevilla                               |
| Comunidad Terapéutica V. del Rocío II Los Bermejales      | Avda. de Jerez, s/n (Antiguo Hospital Vigil de Quiñones). 41013 Sevilla |
| Unidad de Salud Mental Comunitaria Este                   | C/ Juan de Padilla, n.º 8, 4.ª planta. 41005 Sevilla                    |
| Unidad de Salud Mental Comunitaria Guadalquivir           | C/ Marqués de Paradas, n.º 49, 1.ª planta. 41001 Sevilla                |
| Unidad de Salud Mental Comunitaria Mairena                | C/ Clara Campoamor, n.º 10. 41927 Mairena del Aljarafe                  |
| Unidad de Salud Mental Comunitaria Aljarafe               | Avda. Príncipe de España, s/n. 41900 Sanlúcar La Mayor                  |
| Unidad de Salud Mental Comunitaria Oriente (Sevilla Este) | Cueva de la Pileta, s/n 41020 Sevilla                                   |
| Unidad de Salud Mental Comunitaria Sur                    | Avda. de Manuel Siurot, s/n 41013 Sevilla                               |

### Investigación y especialidades de referencia
En cuanto a investigación, el hospital ocupa una posición muy destacada dentro y fuera del país. De hecho, el campus universitario del hospital integra el Instituto de Biomedicina de Sevilla (IBiS), lo que facilita que los profesionales clínicos puedan participar o dirigir proyectos de investigación orientados a las necesidades o los problemas de salud que ven en sus consultas. Dicho de otro modo, la transferencia de resultados de la investigación a la clínica y viceversa.
Además, destaca la participación de sus profesionales en los siguientes espacios:

## Redes Europeas (ERN)
- Rare Neuromuscular Diseases European Reference Network:
- Enfermedades Neuromusculares Raras
- European Paediatric Oncology Reference Network for Diagnostics and Treatment (EPO-r-NeT)
- Neuroblastoma
- Sarcomas de la infancia
- Rare Cancers: sarcomas y otros tumores musculoesqueléticos en el adulto

## Centros, Servicios y unidades de Referencia (CSUR)
- Quemados críticos
- Trasplante renal infantil
- Trasplante de progenitores hematopoyéticos alogénicos infantil
- Trasplante renal cruzado
- Osteotomía periacetabular en displasias de cadera en el adulto
- Infecciones osteoarticulares resistentes
- Ortopedia infantil
- Cirugía del plexo braquial
- Reimplantes, incluyendo la mano catastrófica
- Enfermedades raras que cursan con trastornos del movimiento
- Enfermedades neuromusculares raras
- Sarcoma en la infancia
- Sarcoma y otros tumores musculoesqueléticos en el adulto
- Neuroblastoma
- Enfermedades neuromusculares raras
- Tumores renales con afectación vascular (pendiente de resolución)
- Tumores germinales de riesgo alto e intermedio y resistentes a quimioterapia de primera línea en adultos (pendiente de resolución)
- Enfermedad renal infantil grave y tratamiento con diálisis (pendiente de auditoría)
- Enfermedades metabólicas congénitas (pendiente de auditoría)

## Servicios de Referencia en el Sistema Sanitario Público de Andalucía
- Trasplante renal cruzado
- Trasplante renal de donante vivo y cadáver
- Trasplante hepático de donante cadáver
- Trasplante cardíaco adulto
- Laboratorio de referencia para el estudio molecular en tuberculosis
- Extrofia vesical y epispadias
- Porfirias agudas y crónicas
- Esclerosis lateral amiotrófica
- Fibrosis quística
- Queratoplastias lamelares endoteliales (DSAEK)
- Laboratorio de metabolopatías. Cribado neonatal
- Medicina fetal compleja
- Diagnóstico Genético Preimplantatorio
- Cirugía del plexo braquial
- Ortopedia infantil
- Osteotomía periacetabular en displasias de cadera de adulto
- Infecciones osteoarticulares resistentes
- Reimplante de extremidad incluyendo la mano catastrófica
- Quemados críticos
- Trasplante de progenitores hematopoyéticos alogénico infantil
- Neuroblastoma
- Enfermedades Raras que cursan trastornos del movimiento
- Trasplante renal infantil bajo peso

### Actividad docente
El Hospital Universitario Virgen del Rocío es una institución que apuesta por la docencia y la enseñanza de las Ciencias de la Salud, de la Medicina, la Enfermería, la Fisioterapia y la Podología, dado que está directamente relacionada con la práctica hospitalaria. De ahí la vinculación con la Universidad de Sevilla para favorecer tanto los conocimientos (la ciencia experimental y empírica), como la formación profesional (juicios diagnósticos, pronósticos, terapéuticos y habilidades prácticas).
Todo ello ha creado una comunidad intelectual y científica y un alto nivel tecnológico, que ha hecho posible acuerdos de acciones que garanticen la excelencia de la enseñanza en pregrado y en posgrado. 
En concreto, la actividad pregrado en el Hospital Universitario Virgen del Rocío alcanza estas cifras:
- Profesores en la Facultad de Medicina: 81
- Profesores de la Facultad de Enfermería, Fisioterapia y Podología: 31
- Alumnos Grado de Medicina: 558
- Alumnos Grado de Enfermería: 230
- Alumnos Grado de Fisioterapia: 174
- Alumnos Grado de Trabajo Social: 7

En cuanto a la formación posgrado, los datos son los siguientes: 
- Tutores Especialistas Internos Residentes: 152
- Plazas acreditadas: 178 y ofertadas: 121
- Especialistas Internos Residentes: 466